# Вулиця Генерала Мирона Тарнавського (Тернопіль)
Вулиця Генерала Мирона Тарнавського — одна з вулиць міста Тернополя. 
Названа на честь генерала та командувача УГА Мирона Тарнавського.

## Відомості
Розпочинається від кільця на Проспекті Злуки. Простує на північний схід, перетинається з вулицею Київською (разом з цією вулицею є межами житлового масиву «Сонячний»), закінчується на перехресті з вулицями Володимира Великого та Василя Симоненка (на проїжджій частині є кільце). Дотична правобічна вулиця — Захисників України.

## Транспорт
На вулиці розташовано 5 зупинок громадського транспорту: 
- 11-та школа (до центру) — автобусні маршрути № 13, 19, 22, 22А, 27, 39, тролейбуси № 6, 8, 10.
- 11-та школа (від центру) — автобусні маршрути №14, 16, 19, 20, 20А, 22, 22А, 27, 38, 39, тролейбуси № 3, 5, 6, 8, 9.
- Вулиця Богдана Лепкого — автобусні маршрути №14, 16, 19, 20, 20А, 22, 22А, 27, 38, 39, тролейбуси № 3, 5, 6, 8, 9.
- Гірськолижний комплекс «Савич парк» — автобусні маршрути № 13, 19, 22, 22А, 27, 39, тролейбуси № 6, 8, 10.
- Торговий комплекс «Площа Ринок» — автобусні маршрути №14, 18, 19, 22, 22А, 27, 35, тролейбуси № 3, 8.

## Установи, організації
- Технічний коледж Тернопільського національного технічного університету імені Івана Пулюя (Генерала Тарнавського, 7[5])
- Тернопільська загальноосвітня школа № 11[6]